# FIFAワールドカップ カタール2022 (ABEMA)
FIFAワールドカップ カタール2022は、日本のストリーミングウェブサイト（インターネットテレビ）・ABEMAによる2022 FIFAワールドカップ配信番組のタイトル。

## 経緯
2002 FIFAワールドカップ以降、日本におけるFIFAワールドカップ中継については、日本放送協会 (NHK) と日本民間放送連盟加盟各社が共同結成するジャパンコンソーシアムが日本における放映権を獲得し、国内向けの無料生中継を実施してきたが、2022年大会については時差の関係で試合時間のほとんどが日本の深夜に当たる一方で、200億円とも言われる放映権料を提示されたこともあって、国際サッカー連盟 (FIFA) の放映権窓口となっている電通との交渉が決裂。最終的に在京民放5局のうち、日本テレビ・TBSテレビ・テレビ東京の3局がFIFAワールドカップ中継から撤退し、残るNHK・テレビ朝日・フジテレビの3局が引き続き交渉に当たることになった。
こうした中、テレビ朝日は2021年暮れにサイバーエージェントと共同出資しているABEMAに対してワールドカップ中継の共同製作を打診。これに対し、ABEMAは開局6年を過ぎてWAUが1000万を超え技術的に安定していたこと、そして何よりABEMAの代表取締役社長（サイバーエージェント代表）の藤田晋がサッカー好きであり「このままだとW杯が日本で視聴できないかもしれない」という危機感を覚えたこともあって、放映権の獲得に名乗りを上げる。なお、放映権獲得交渉への参画は社内のごく一部の人間にしか情報共有されていなかったという。
最終的に、2022年3月15日、ABEMAが本大会のグループステージ・ノックアウトステージ全64試合の無料生中継を発表する。この当時、サッカー中継については（放映権料の支払いのために）多くが有料放送・配信となることが常態化していたが、“新しい未来のテレビ”を標榜するABEMAは「生中継・同時性・無料」のコンセプトから無料配信にこだわり、生配信・見逃し配信に関しては視聴料を要しない形とした。2022FIFAワールドカップのアジア最終予選では、管轄するアジアサッカー連盟 (AFC) との間で優先放映権を獲得していたDAZNが有料配信を行い、日本代表戦のホームゲームに限り民放各局にサブライセンスを提供する形となっていたが、この影響もあるという。日本での単一メディアによるFIFAワールドカップ全試合無料中継は史上初となる。ABEMAの支払う放映権料については詳細が明かされていないものの、「ABEMAとして過去最大の投資案件」であるといい、その原資についてはサイバーエージェントグループのCygamesが手がける『ウマ娘 プリティーダービー』で得た収益の影響があることをABEMA側が認めている。

## 制作・配信体制
「ABEMA FIFA ワールドカップ 2022 プロジェクト」と称して、全64試合について無料のライブ配信・見逃し配信を実施。地上波で放送する41試合では地上波との並行配信、残りの23試合ではABEMA独占の配信で対応した。実際にはテレビ朝日との共同制作ながら、テレビ朝日系列の地上波中継と同じ試合を配信する場合でも、地上波とは別の映像や実況・解説者を配置していた。
いずれの試合でも、テレビを通じてハイビジョンのBS放送並みの画質で視聴できるようにフルハイビジョン規格の高画質で配信したほか、マルチアングル配信（4つのアングルで撮影された映像の同時配信）を通じて視聴中に映像のアングルを任意で切り替えられるようになっていた。ABEMAの配信番組ではジャンル別に「チャンネル」を設けているが、FIFAワールドカップの中継に際しては、関連番組を含めた「ABEMA FIFA ワールドカップ 2022 プロジェクト」専用ページを開設している。
実況の担当には、DAZNなどのサッカー中継で起用されるフリーアナウンサーではなく、テレビ朝日のスポーツアナウンサーおよび、Jリーグ中継での実況を経験しているテレビ朝日系列局のアナウンサーを起用。テレビ朝日アナウンサーの寺川俊平・吉野真治・山崎弘喜（寺川のみABEMA専任）は開催地のカタールから実況を担当したが、3人以外のアナウンサーが実況した試合では、FIFA制作の映像をベースに東京のスタジオで実況・解説を付ける方式（いわゆる「オフチューブ」）で配信している。試合の前後やハーフタイムに東京のスタジオから挿入されるコーナー（スタジオパート）のMCも、ABEMA専属アナウンサーの貴島明日香に加えて、テレビ朝日の女性アナウンサーやフリーアナウンサーが交互に担当。さらに、2018年ロシア大会まで3大会連続で日本代表として出場した本田圭佑を、「ABEMA FIFAワールドカップ カタール2022プロジェクト ゼネラルマネージャー」に起用している 。

### 解説
現役のサッカー選手・指導者を含めた日本代表経験者を中心に、およそ40名が担当。本田圭佑・中山雅史・中田浩二・槙野智章が開催地のカタールから解説する一方で、元・日本代表監督の岡田武史を「特別解説者」として招聘した。解説者の人選を任されていた長畑洋太（テレビ朝日スポーツ局のプロデューサー）によれば、テレビ朝日系列の専属解説者だけでは全試合の解説を賄えないことから、他の放送局・動画配信サービスなどで解説を担当している人物や、テレビ朝日との付き合いがある人物にも出演を依頼したという。
本田は日本の出場するグループEの3試合と準決勝1試合・決勝の計5試合を解説として担当する予定だったが、日本の決勝トーナメント進出を受けて、ラウンド16・クロアチア戦も担当。独特の話術や視点をふんだんに交えた解説や、実況担当の寺川との掛け合いが大きな反響を呼んだ。なお、グループF・ベルギーvsカナダ戦では、解説を担当していた中西哲生が喉の不調を訴えたため、後半に入ってから戸田和幸（本来はスタジオパートでの解説を担当）と急遽交代している。
以下、スタジオ解説で出演した選手・解説者を記載する。
| - 秋田豊 - 阿部勇樹 - 稲本潤一 - 乾貴士 - 伊野波雅彦 - 井原正巳 - 宇佐美貴史 - 遠藤保仁 - 岡野雅行 - 柿谷曜一朗 | - 北澤豪 - 駒野友一 - 佐藤寿人 - 三都主アレサンドロ - 城彰二 - 鈴木啓太 - 鈴木隆行 - セルジオ越後 - 田中マルクス闘莉王 - 玉田圭司 | - 鄭大世 - 坪井慶介 - 戸田和幸 - 中澤佑二 - 中西哲生 - 楢﨑正剛 - 名良橋晃 - 名波浩 - 東口順昭 - フィリップ・トルシエ | - 福田正博 - フローラン・ダバディ - 巻誠一郎 - 松井大輔 - 松木安太郎 - 水沼貴史 - ラモス瑠偉 |

### 実況
- 田畑祐一、清水俊輔、大西洋平、三上大樹、吉野真治、寺川俊平、斎藤康貴、草薙和輝、山崎弘喜、柳下圭佑（以上テレビ朝日）
- 堂野浩久、濱田隼（以上メ～テレ）
- 小縣裕介、高野純一（以上朝日放送テレビ）
- 沖繁義、居内陽平（以上九州朝日放送）
- 中井友紀（青森朝日放送）
- 片山真人（静岡朝日テレビ）

### スタジオパートゲスト
試合前後・ハーフタイムは東京のスタジオから進行役のアナウンサーとゲスト、上記の解説者のうち1-2名が出演するスタジオパートとなる。なお、グループステージの第3戦は同一グループの2試合が同時開催となるため、スタジオパートは2試合で共通とされた。
| - 足立梨花 - アルコ&ピース・酒井健太 - ウエストランド（井口浩之 / 河本太） - カカロニ（栗谷 / すがやなおひろ） - 影山優佳（日向坂46） - カミナリ（石田たくみ / 竹内まなぶ） - 銀シャリ・橋本直 - 空気階段・水川かたまり - 次長課長・河本準一 | - 霜降り明星・せいや - JOY - 髙橋ひかる - 武尊 - 千鳥・ノブ - 土田晃之 - 東京ホテイソン（ショーゴ / たける） - ナインティナイン・矢部浩之 - パンサー・尾形貴弘 | - 平畠啓史 - ぺこぱ（シュウペイ / 松陰寺太勇） - ペナルティ（ヒデ / ワッキー） - ミキ・昴生 - 見取り図（盛山晋太郎 / リリー） - 四千頭身（石橋遼大 / 後藤拓実 / 都築拓紀） - ライセンス・井本貴史 - LiSA |

### スタジオパート進行役
- 貴島明日香（ABEMAアナウンサー）
- 三谷紬、住田紗里、林美桜、林美沙希、佐藤ちひろ、田中萌、並木万里菜、田原萌々（以上テレビ朝日アナウンサー）
- 中川絵美里（フリーアナウンサー）

### ナレーション
ナレーションはアナウンサーではなく著名な声優が起用された。
| - 石川界人 - 市川蒼 - 井上剛 - 内山昂輝 - 浦和希 - 海渡翼 | - 金城大和 - 沢城千春 - 菅原慎介 - 杉山紀彰 - 諏訪部順一 - 橘龍丸 | - 千葉翔也 - 中澤まさとも - 浪川大輔 - 野津山幸宏 - 針谷桂樹 - 安元洋貴 |

## 反響
本番組はABEMAの目玉コンテンツとして注目され、日本代表戦の試合を中心にABEMAの視聴者数記録を更新したほか、親会社であるサイバーエージェントの株価にも影響を及ぼした（日付は特記なき限り2022年）。

### 視聴者数
- 11月22日、グループC・アルゼンチン対サウジアラビア戦で、過去最高視聴数記録を更新した[32]。
- 11月23日、グループE・日本対ドイツ戦で、視聴数が1000万人を突破[33]。
- 11月27日、グループE・日本対コスタリカ戦で、視聴数が1400万人を突破し、開局史上最高を記録[34]。
- 11月29日、ABEMAの1週間視聴者数が3000万人を突破、テレビデバイスでの視聴も昨年同時期より330％伸長したことを発表[35]。
- 12月2日、グループE・日本対スペイン戦で、過去最多となる1700万超の視聴数を記録したことを発表[36][37]。
- 12月6日、ラウンド16・日本対クロアチア戦で、過去最高となる2400万超が視聴し、前半の終盤となる0時44分頃から一時的に新規の視聴を制限する措置が行われた[38][39]。
- 12月10日、準々決勝・クロアチア対ブラジル戦で、視聴者数が760万を記録した[40]。
- 12月18日、決勝・アルゼンチン対フランス戦で、視聴者数が2000万超を記録した[41]。
- 2023年1月25日、サイバーエージェントは同日発表した決算発表において、FIFAワールドカップ開催期間中のABEMAの週間利用者が開催前の2倍超となる約3400万人に増加し、月間利用者数でも2022年12月期がFIFAワールドカップ前からほぼ倍増してAmazon Prime VideoやTVerを上回ったことを明らかにした[42]。

### 株価
日本代表がドイツ代表に勝利したことを受けて（11月23日）、翌日（同月24日）のサイバーエージェントの株価は前営業日比で9％高の1319円を付け、終値でも6.94％高の1294円となる。
日本代表がコスタリカ代表に敗北したことを受けて（11月27日）、翌日（同月28日）のサイバーエージェントの株価は下落した。
日本代表がスペイン代表に勝利し、決勝トーナメントに進出したことを受けて（12月2日）、同日のサイバーエージェントの株価（終値）は前営業日比3.95％高の1288円に急伸した。
日本代表がクロアチア代表に敗北し、ベスト16で敗退したことを受けて（12月6日）、同日のサイバーエージェントの株価（終値）は前営業日比4％下落した。

## 受賞
- 第60回ギャラクシー賞 フロンティア賞[51]

## 関連番組
- FIFAワールドカップ64（テレビ朝日との共同制作）
- 推しサカ

### 注記
1. ↑  なお、日本テレビとTBSテレビはニュース・情報番組での試合映像使用権のみ購入したが、テレビ東京はニュース・情報番組での試合映像使用権も購入せず、通信社などの報道機関から購入した写真（静止画）で代用している[2][3]。
2. ↑  この時点で日本代表は2022 FIFAワールドカップへの出場権を獲得していなかった[5]。
3. ↑  「ウイークリーアクティブユーザー」(Weekly Active Users) の略で、1週間あたりにサービスを利用したユーザー（アクティブユーザー（英語版））の数を示す値。
4. ↑  NHK・民放向けの放映権についてもABEMAからのサブライセンスとなるとの報道もある[12]。
5. ↑  ライブ配信中の一時停止・ディレイ再生は「ABEMAプレミアム」加入者（有料会員）のみ可能。見逃し配信中の一時停止・巻き戻しは無料会員でも可能。
6. ↑  NHKが21試合[16]、テレビ朝日系列が10試合[17]、フジテレビ系列が10試合[18]。
7. ↑  2022 FIFAワールドカップ開幕時点ではNintendo SwitchとApple TVでは同大会の中継を視聴することが出来なかったが、前者は2022年11月22日、後者は同月27日にそれぞれ実施されたアップデートにより、視聴することが出来るようになった[21][22]。
8. ↑  本田圭佑以外は大会期間中の一部期間のみ現地入りし、東京からの解説も担当している[27]。